# Revox A77

Registratore Revox A77 Mk IV.

Il ReVox A77 è un registratore analogico a nastro a bobina aperta prodotto dalla casa svizzera Revox dall'agosto 1967 all'ottobre 1977.
Per le qualità sonore e la raffinatezza e affidabilità della meccanica l'A77 viene considerato una pietra miliare nella storia dei registratori a nastro e ha goduto di ampio consenso sia nel mondo degli utenti domestici che in quello professionale, dove è stato sovente impiegato per la registrazione di demo così come per la produzione di nastri master finalizzati.

## Caratteristiche generali
La circuitazione del ReVox A77 è a transistor e la registrazione è possibile su 2 o 4 tracce a seconda della configurazione.
Il nastro magnetico utilizzato dall'A77 è quello da 1/4 di pollice o, meno frequentemente, da 1/2 pollice.
Le velocità di trascinamento del nastro più diffuse sono:
- 9,5 cm/sec (3 3/4 pollici al secondo)
- 19 cm/sec (7 1/2 pollici al secondo) 
erano tuttavia disponibili versioni con le velocità
- 4,75 cm/sec (1 7/8 pollici al secondo)
- 38 cm/sec (15 pollici al secondo)
La meccanica estremamente precisa e affidabile consente una variazione della velocità del nastro limitata a ± 0.2%, 
Il diametro massimo delle bobine che possono essere montate è di 26,5 cm (10,5 pollici)

## Versioni prodotte
Di questo registratore si contano quattro versioni successive (dalla Mark I alla Mark IV) e si stima che in totale ne siano stati prodotti circa 290.000 esemplari.
A77 - Mark I
Prodotta dall'agosto 1967 al giugno 1969.
A77 - Mark II
Prodotta dal giugno 1969 all'agosto 1971.
A77 - Mark III
Prodotta dall'agosto 1971 all'agosto 1974.
A77 - Mark IV
Prodotta dall'agosto1974 all'ottobre 1977.